# Steve Cyr
Pour les articles homonymes, voir Cyr.
Steven "Steve" Cyr, né le 20 mai 1967 à Werl, Allemagne, est un biathlète canadien.

## Biographie
Dans la Coupe du monde, dont il prend son premier départ en janvier 1990 à Anterselva, il compte deux places dans les dix premiers. Ce sont sa huitième place au sprint des Jeux olympiques d'hiver de 1992 et la neuvième place de l'individuel des Championnats du monde 1997.
Il dispute sa dernière course internationale en 2005.
Dans sa carrière, il compte trois participations aux Jeux olympiques : en 1992, 1994 et 1998, obtenant pour meilleur résultat individuel une 26e place en sprinte en 1994 à Lillehammer. Il prend part aux Championnats du monde à neuf reprises entre 1990 et 2001.
Il a également pris part aux Championnats du monde de ski nordique 1999, où il est au départ de quatre courses de ski de fond.

## Palmarès

### Jeux olympiques
| Albertville 1992 | 46e | 8e  | 10e |
| Lilehammer 1994  | 43e | 26e | —   |
| Nagano 1998      | 55e | 48e | —   |

Légende :
- —  : épreuve non disputée par Steve Cyr

### Championnats du monde
| Mondiaux /Épreuve       | individuel     | Sprint         | Poursuite                        | Départ groupé                    | Relais         | Épreuve par équipes              |
| 1990 Kontiolahti/ Minsk | 52e            | -              | Épreuve inexistante à cette date | Épreuve inexistante à cette date | —              | —                                |
| 1991 Lahti              | —              | 33e            | Épreuve inexistante à cette date | Épreuve inexistante à cette date | 15e            | —                                |
| 1993 Borovets           | —              | 43e            | Épreuve inexistante à cette date | Épreuve inexistante à cette date | 17e            | 5e                               |
| 1994 Canmore            | JO Lillehammer | JO Lillehammer | JO Lillehammer                   | JO Lillehammer                   | JO Lillehammer | 13e                              |
| 1995 Antholz Anterselva | 25e            | 28e            | Épreuve inexistante à cette date | Épreuve inexistante à cette date | 16e            | —                                |
| 1996 Ruhpolding         | 43e            | 46e            | Épreuve inexistante à cette date | Épreuve inexistante à cette date | 14e            | —                                |
| 1997 Osrblie            | 9e             | 45e            | —                                | Épreuve inexistante à cette date | 21e            | —                                |
| 2000 Oslo Lahti         | 46e            | 53e            | 53e                              | —                                | —              | Épreuve inexistante à cette date |
| 2001 Pokljuka           | 65e            | 47e            | 58e                              | —                                | —              | Épreuve inexistante à cette date |

Légende :

 : épreuve inexistante à cette date

— : pas de participation à cette épreuve

### Coupe du monde
- Meilleur classement général : 53e en 1997.
- Meilleur résultat individuel: 8e.

#### Classements en Coupe du monde
| Saison    | Classement général final |
| 1991-1992 | 73e                      |
|           |                          |
| 1993-1994 | 56e                      |
| 1994-1995 | 81e                      |
|           |                          |
| 1996-1997 | 53e                      |
|           |                          |
| 1999-2000 | 69e                      |